# 이슬람 극단주의

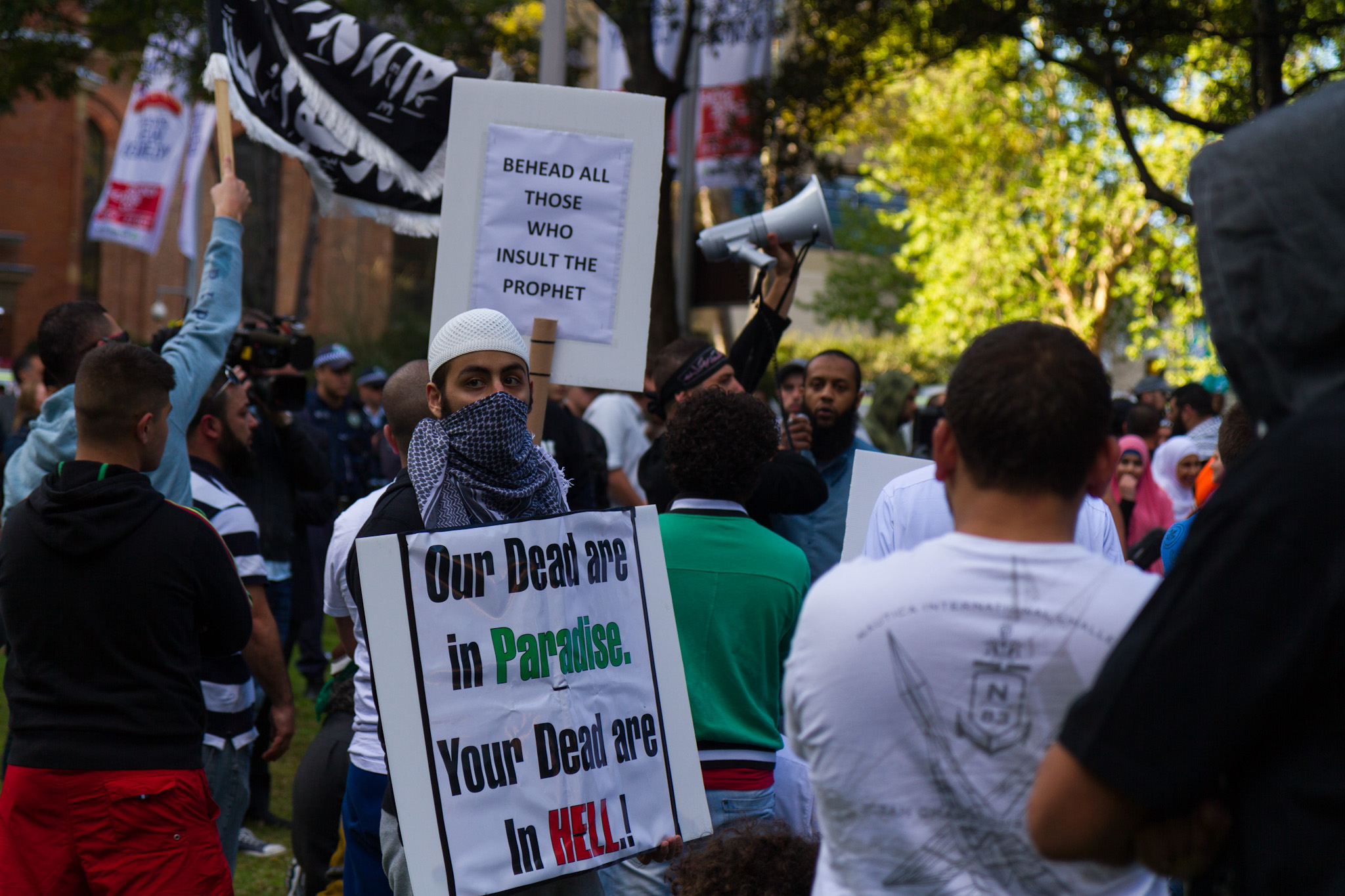

'이슬람 극단주의는 "민주주의, 법치, 개인의 자유, 서로 다른 신앙과 신념에 대한 상호 존중과 관용"에 반대하는 이슬람의 모든 형태이다. 관련 용어로는 이슬람 근본주의가 있다. 이슬람 테러리즘 또는 지하디즘은 모든 경우가 아니지만 이슬람 극단주의의 결과인 경우가 많다.

현존하는 이슬람 극단주의 무장단체
- 알카에다
- 이라크 레반트 이슬람 국가
- 하마스
- 탈레반
- 헤즈볼라
- 알카에다 이슬람 마그레브 지부
- 알무라비툰
- 알카에다 아라비아반도 지부
- 보코하람
- 제마 이슬라미야
- 파키스탄 탈레반
- 자이시 에 모하메드
- 라슈카르에타이바

## 같이 보기
- 이슬람 테러리즘
- 이슬람주의
- 무자헤딘
- 쿠틉주의
- 살라프파